# 宗博里·厄登
宗博里·厄登（匈牙利語：Zombori Ödön，1906年9月22日—1989年11月29日），匈牙利男子摔跤运动员。他曾代表匈牙利参加1928年、1932年和1936年夏季奥林匹克运动会摔跤比赛，共获得一枚金牌和一枚银牌。